# ماركوس لانديرا الفاريز
ماركوس لانديرا الفاريز (بالإسبانية: Marcos Landeira) (2 مايو 1987 بخيخون في إسبانيا - ) هو لاعب كرة قدم إسباني في مركز الوسط. لعب مع ريال سبورتينغ خيخون وريال يونيون ونادي مليلية وCD Marino de Cudillero ‏ وCaudal Deportivo ‏.

## وصلات خارجية
- ماركوس لانديرا الفاريز على موقع قاعدة بيانات كرة القدم.إي يو (الإنجليزية)
- ماركوس لانديرا الفاريز على موقع Soccerway.com (الإنجليزية)
- ماركوس لانديرا الفاريز على موقع AS.com (الإسبانية)